# کنگ-سو (شهرستان یومگل)
کنگ-سو (به لاتین: Keng-Suu) یک منطقهٔ مسکونی در قرقیزستان است که در شهرستان یومگل واقع شده‌است. کنگ-سو ۷۷ نفر جمعیت دارد و ۱٬۶۸۰ متر بالاتر از سطح دریا واقع شده‌است.